# 胸章
胸章（きょうしょう、むねしょう）とは、胸に付ける記章のこと。

## 概要
胸章とは胸に付ける記章の事である。胸は見やすく面積が広く動きにも影響されにくいためよく利用される。名札などの形で胸章は一般的な存在になっている。学校などで殆ど全ての日本国民が着用を経験している。

## 軍服における胸章

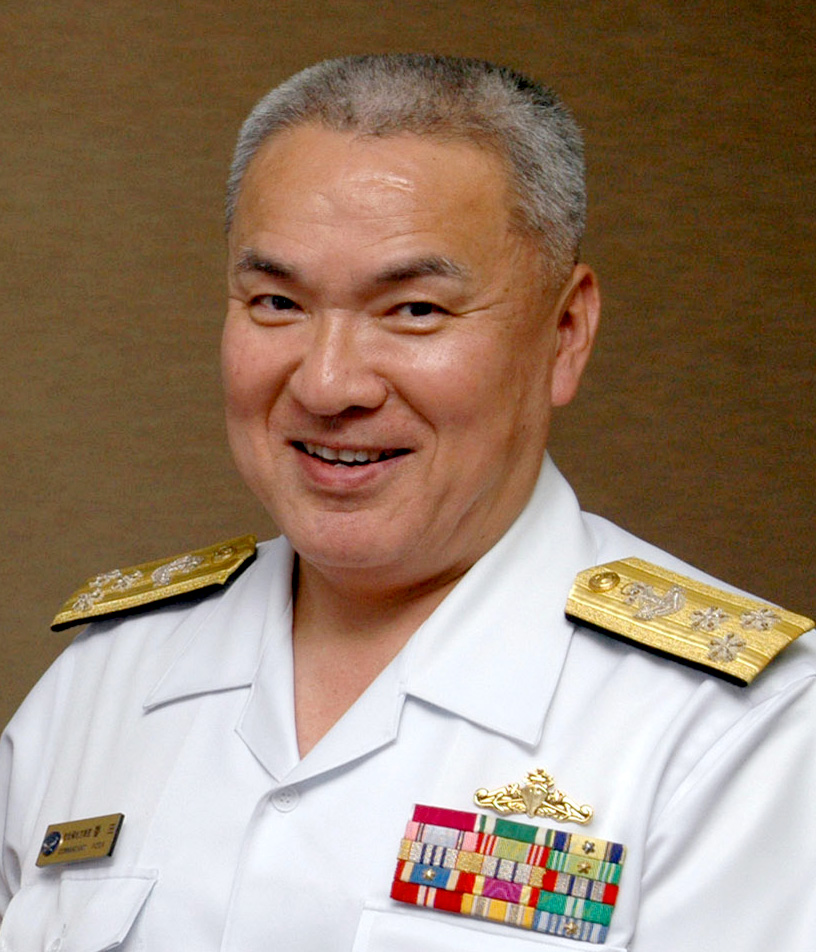
防衛記念章を着けた香田洋二海将

勲章の多くが胸章であるが、普段から着用することは機能性を損なう。そこで軍服の所定の位置に簡略化された略綬を付ける事がよく行われる。

### 日本陸軍
日本陸軍では明治以来、各兵科、各部を見分けるため、歩兵は緋色、騎兵は萌黄、砲兵は黄色、経理部は銀茶、軍楽隊は紺青の胸章と襟章を付けていたが、1940年（昭和15年）陸軍服制の改正に伴い、胸章は取り外された。